# Měrka

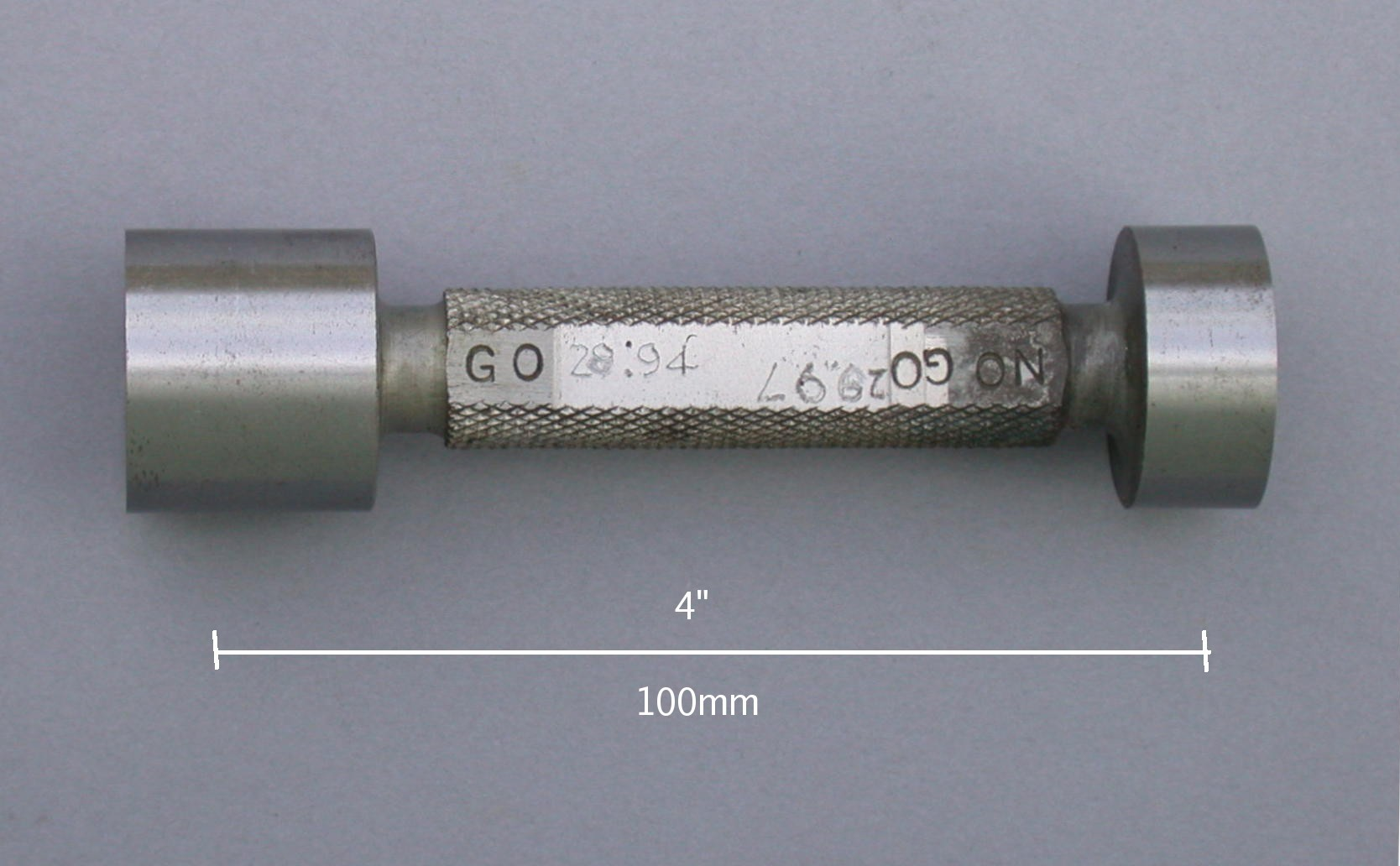
Oboustranný kalibr na otvory

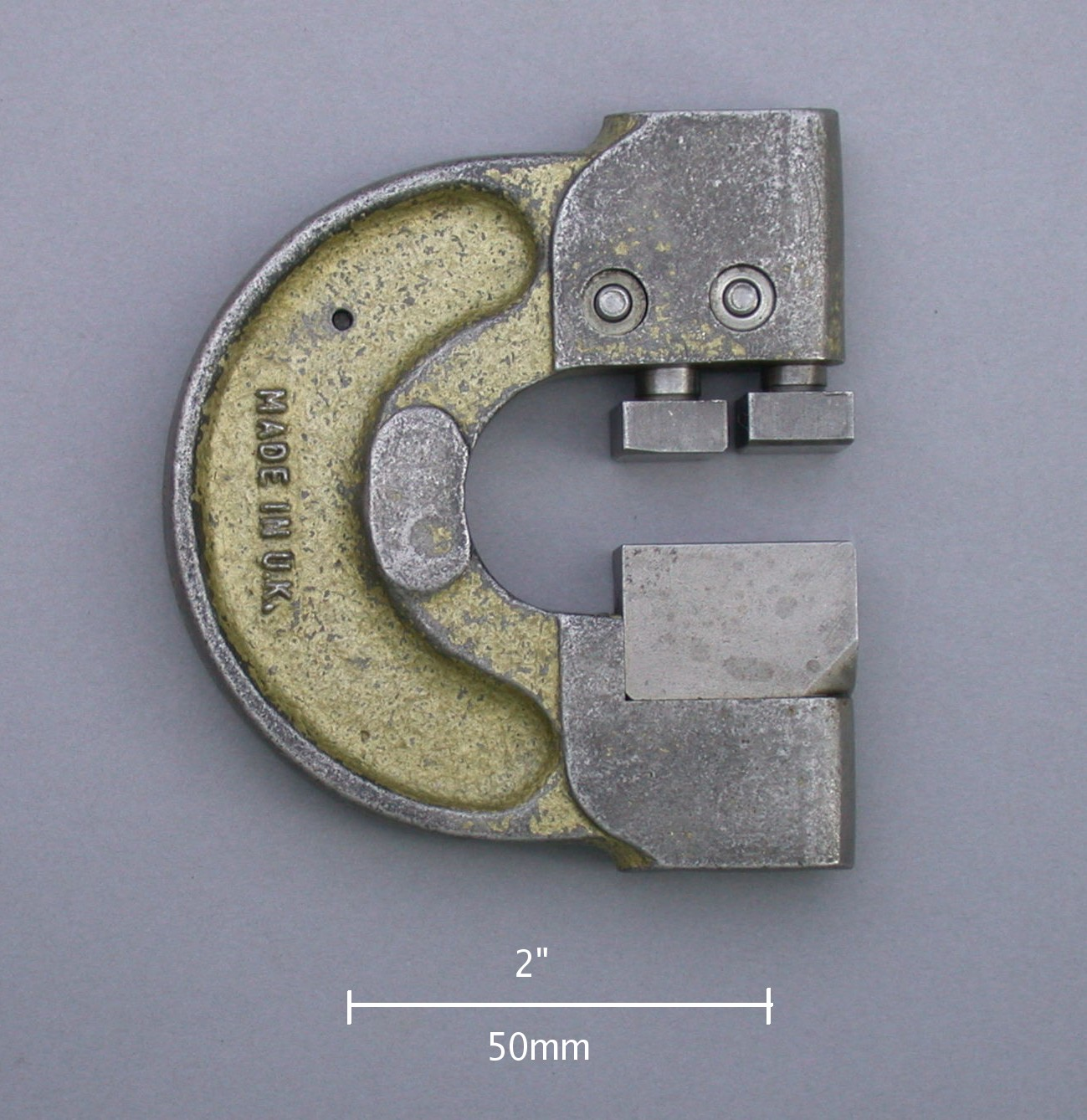
Jednostranný stavitelný třmenový kalibr na vnější rozměry

Měrka je ve strojírenství jednoduchá měřicí pomůcka, obvykle bez pohyblivých částí. Měřený objekt se porovnává s jednou nebo více měrkami vyrobenými jako protikus. Výsledkem měření je buď číselná hodnota, nebo jen informace, zda měřený rozměr objektu spadá do intervalu přípustných hodnot.

## Ve strojírenství
Ve strojírenské výrobě se užívá mnoho různých typů měrek, a to jak při vlastní výrobě, tak v kontrole.

### Měrka – kalibr
Pro kontrolu vnitřních rozměrů, zejména průměru kruhových otvorů, se užívá tzv. mezní kalibr se dvěma válcovými zakončeními: „dobrá“ D a „špatná“ (zmetková) Z strana. V angličtině se nazývají Go/No go. Dobrá strana měrky musí jít do otvoru bez násilí, špatná strana se smí nanejvýš zachytit na kraji; jinak je výrobek zmetek. Měrky se vyrábějí pro různé průměry a různé tolerance.
Měrky pro kontrolu vnějších rozměrů (například průměr hřídele) mohou mít také dvojí stranu, anebo jen dvě čelisti se dvěma odstupňovanými ploškami na každé z nich: prvním párem plošek musí součástka bez násilí projít, do druhého se nesmí vejít.
Podobné měrky se užívají při výrobě a kontrole závitů a různých dalších tvarů.

### Koncové měrky
Koncové čili Johanssonovy měrky jsou kalené ocelové kvádříky, u nichž jsou dvě protilehlé stěny přesně rovnoběžné a mají nominální vzdálenost. Koncové měrky se vyrábějí v sadách, takže z nich lze poskládat libovolný rozměr po stupních 0,01 nebo 0,005 mm.

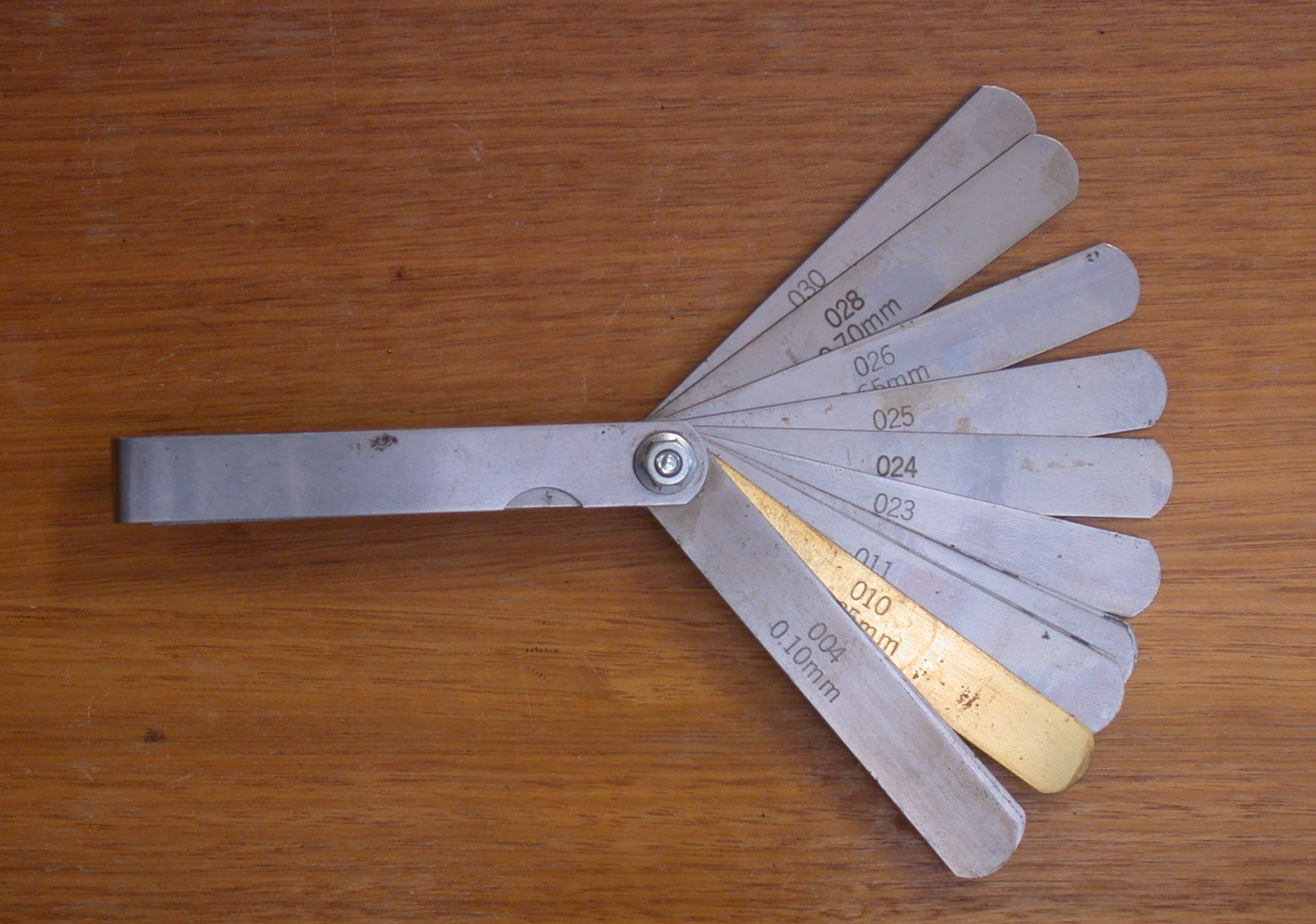
Listový spároměr

### Spárové měrky
Přesné ocelové planžety, které se dodávají v sadách jako tzv. listové spároměry. Pro nejužší spáry, například při kontrole dosedacích ploch, se používají spárové kontrolní fólie dodávané ve svitcích s obchodním názvem „spároměrka v dóze“ v tloušťkách 0,01 ÷ 1,0 mm. Tyto fólie mají řadu výhod například: Po poškození je možno poškozený konec odstřihnout. Je možno odstřihnot díl potřebného tvaru pro kontrolu na špatně přístupných místech.

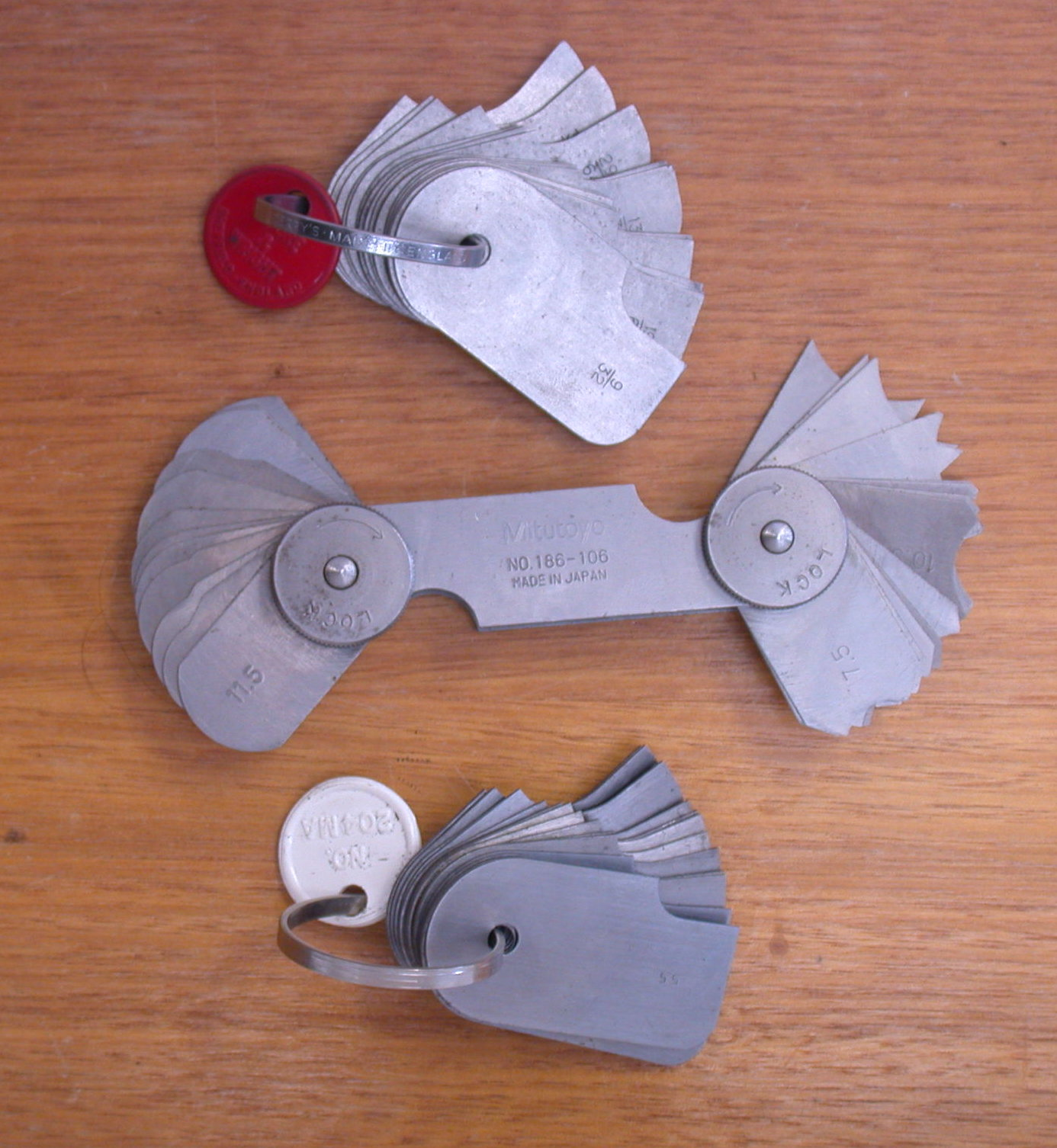
Rádiusové listové měrky

### Rádiusové měrky
Radiusové měrky jsou porovnávací měřidlo pro měření rádiusu. Mají dvojí provedení pro vypouklý či vydutý rádius.
Velikost rádiusu se zjišťuje přiložením měrky k měřenému rádiusu a zjišťuje se, která velikost měrký nejlépe sedí na měřeném díle. Nejlépe pozorováním proti světlu kdy je mezi měrkou a dílem nejmenší mezera.

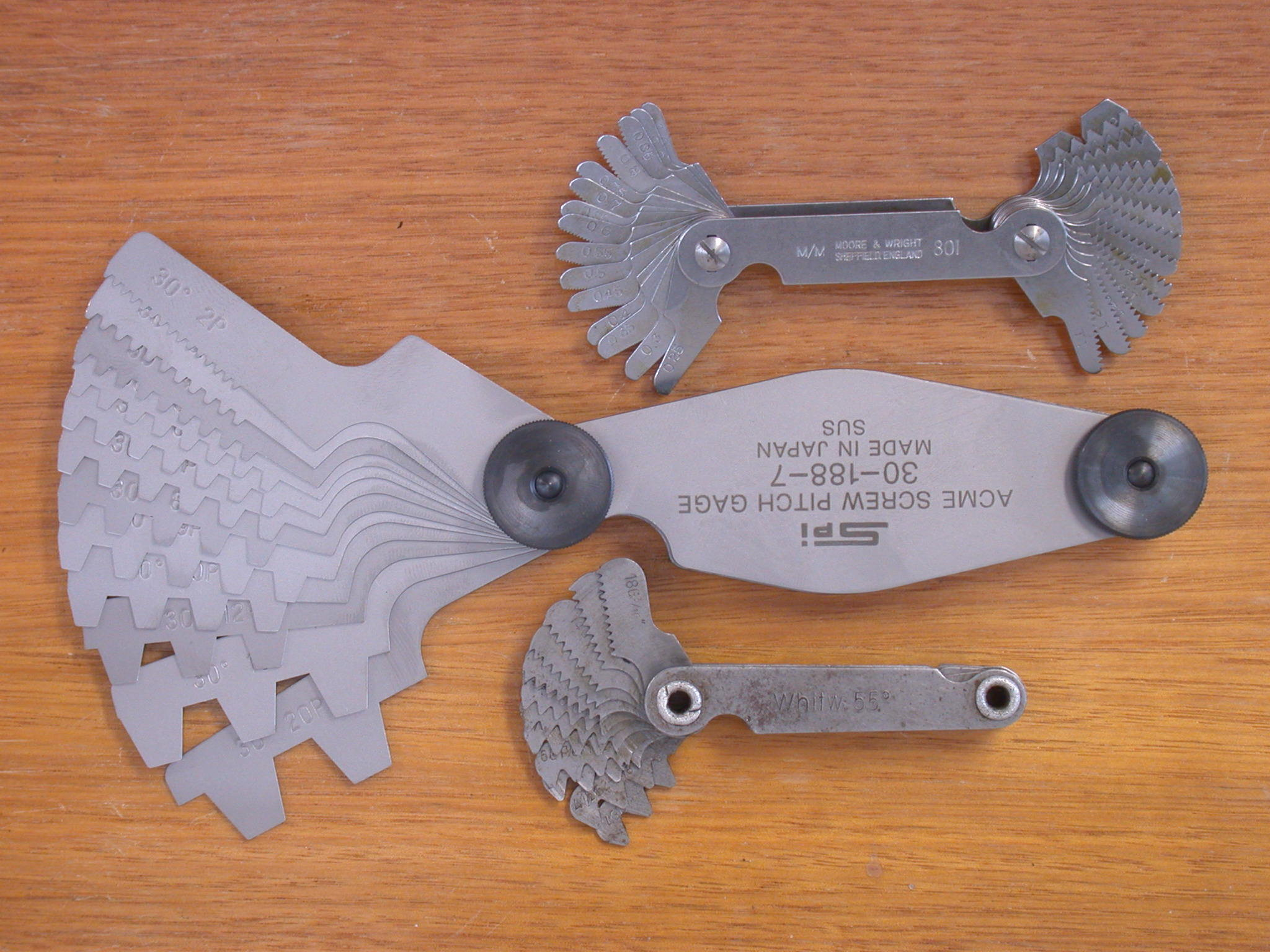
Závitové listové měrky

### Závitové měrky
Závitové měrky jsou porovnávací měřidlo profilu závitu. Užívá se ke stanovení druhu závitu zejména k zjištění stoupání závitů.
Každý typ závitu má své závitové měrky. Například měrkami pro metrický závit nelze měřit stoupání trubkového závitu. Měření se provádí postupným přikládáním měrky k měřenému závitu a zjišťováním, která měrka nejlépe sedí - má nejmenší mezeru pozorováním proti světlu.

## Olejové měrky
Olejové měrky jsou zvenku vyjímatelné tyčky s vruby ke kontrole hladiny oleje tam, kde nelze použít olejoznak, zejména v klikové skříni spalovacího motoru.